# نيل إس. براون
نيل إس. براون (بالإنجليزية: Neill S. Brown)‏ هو دبلوماسي ومحامي وسياسي أمريكي، ولد في 18 أبريل 1810 في مقاطعة غيلز في الولايات المتحدة، وتوفي في 30 يناير 1886 في ناشفيل في الولايات المتحدة. حزبياً، نشط في حزب اليمين وحزب لا أدري. وقد انتخب سفير وانتخب قائمة سفراء الولايات المتحدة لدى روسيا وانتخب حاكم تينيسي ‏ (17 أكتوبر 1847 – 16 أكتوبر 1849).